# 자가 수분

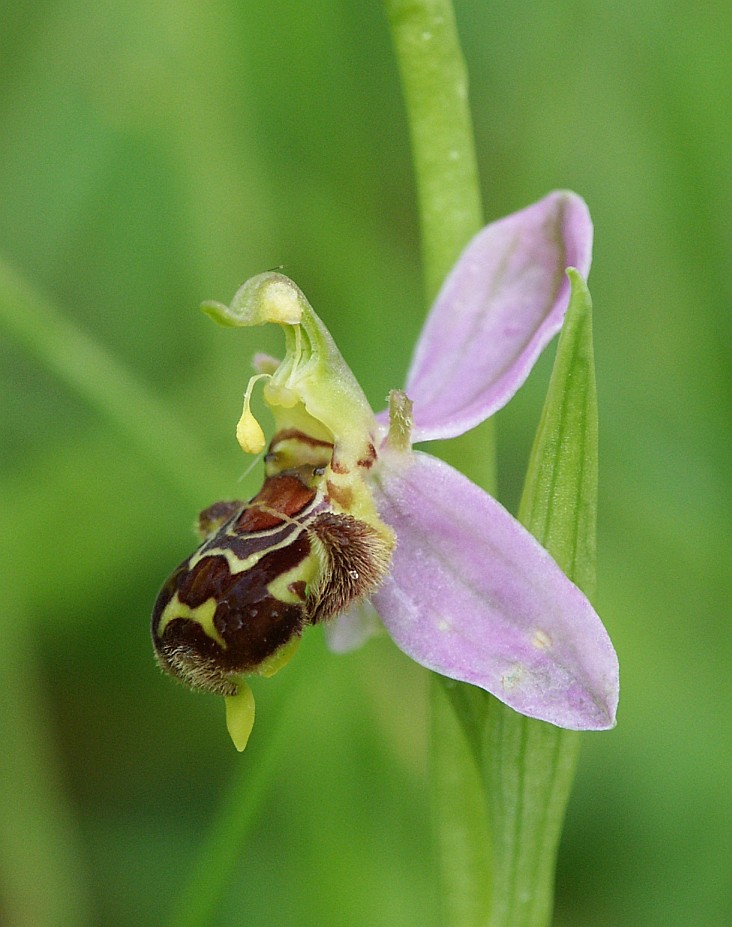
Ophrys apifera의 꽃가루덩이 둘 중 하나가 자가 수분을 위해 암술머리 쪽으로 굽어 있다.

자가 수분(自家受粉, self-pollination)은 종자식물의 수분 방식으로, 한 그루의 식물 안에서 같은 유전자를 가진 꽃가루가 같은 식물의 (속씨식물의 경우) 암술머리 또는 (겉씨식물의 경우) 밑씨에 옮겨붙는 것이다. 양성화가 피는 식물에서는 꽃 하나 안에서 수분이 이루어지는 자화 수분(제꽃가루받이)과, 꽃가루가 한 그루 안에 이웃하는 다른 꽃에 옮겨붙는 인화 수분(이웃꽃가루받이) 모두 가능하다. 겉씨식물처럼 단성화가 피는 경우에는 인화 수분만 가능하다. 꽃이 피기 전 봉오리가 닫힌 상태에서 폐화 수분하는 식물의 경우에는 자화 수분이 확실하게 보장된다. 자가 수분과 비슷한 말로 자가 수정이 있으나, 수분이 반드시 수정으로 이어지지는 않으며, 자가 수정의 경우 식물에서만 일어나는 것이 아니기 때문에 엄밀한 의미의 동의어는 아니다.

## 같이 보기
- 자가불화합성
- 생식